# Polímeros sintéticos
Los polímeros sintéticos son macromoléculas conformadas por la unión de monómeros, obtenidos de forma artificial. Ejemplos de este tipo de compuestos son el polietileno, el nailon y la baquelita.

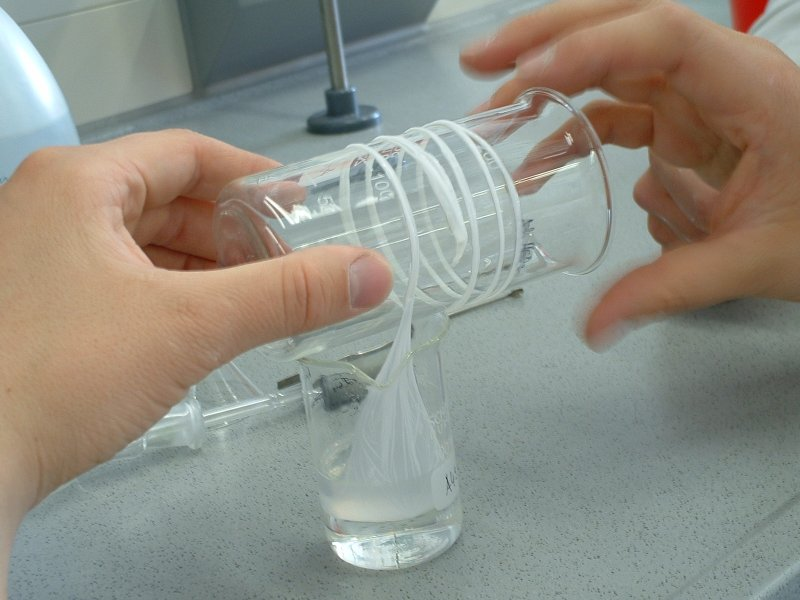
Obtención de un polímero sintético.

Estos polímeros permiten fabricar fibras sintéticas con el objetivo de desarrollar productos funcionales (hilos y tejidos) e incluso artículos médicos. En la síntesis de hilos de poliamida, se lleva a cabo un pormenorizado control de calidad a fin de regular el grosor y la uniformidad de las fibras para que puedan tener diversa utilidad.

## Características de las fibras sintéticas
Son obtenidas conformando filamentos continuos, cuya longitud puede ser alterada de acuerdo al uso posterior que se le dará al material sintetizado. Una fibra de poliéster, suele cortarse a 28 milímetros para combinarse con algodón corto; si se trata de una fibra poliacrílica, se corta a 10 o 20 milímetros para hilados que serán mezclados con lana.

## Propiedades de algunos polímeros sintéticos
| Clase de fibra   | Nombre    | Características |
| ---------------- | --------- | --- |
| Poliamidas       | Nailon    | Altamente resistentes y elásticas. Tienen la ventaja de que no se descomponen si bien suelen deformarse con el calor. Se utilizan para fabricar ropa deportiva, fundamentalmente. |
| Acrílicas        | Leacril   | Resultan fotorresistentes. Usualmente se utilizan para fabricar hilos que son mezclados con lanas.                                                                                |
| Poliéster        | Tergal    | Son de las fibras sintéticas más económicas y ampliamente usadas para confeccionar ropa de vestir y deportiva. Pueden combinarse con otro tipo de fibras.                         |
| Polivinílicas    | Rhovil    | Tienen resistencia a los productos y agentes químicos por lo que se usan en textiles técnicos.                                                                                    |
| Elastano         | Dorlastan | Son fibras de gran elasticidad, empleadas para confeccionar trajes de baño, y ropa deportiva.                                                                                     |
| Polietilénicas   | Sarán     | Resistentes a la fricción, por lo que se usan en la elaboración de alfombras y tapices.                                                                                           |
| Polipropilénicas | Merklón   | Soportan todo tipo de tratamientos, manteniéndose inalterables. Por ello se aprovechan para producir artículos de uso industrial y ropa de trabajo.                               |